# Боленцин (Малопольське воєводство)
Боленцин (пол. Bolęcin) — село в Польщі, у гміні Тшебіня Хшановського повіту Малопольського воєводства.
Населення — 1890 осіб (2011).
У 1975-1998 роках село належало до Катовицького воєводства.

## Демографія
Демографічна структура станом на 31 березня 2011 року:
|          | Загалом | Допрацездатний вік | Працездатний вік | Постпрацездатний вік |
| -------- | ------- | ------------------ | ---------------- | -------------------- |
| Чоловіки | 933     | 191                | 639              | 103                  |
| Жінки    | 957     | 154                | 583              | 220                  |
| Разом    | 1890    | 345                | 1222             | 323                  |